# بورجا لاسو
بورجا لاسو (انگلیسی: Borja Lasso؛ زادهٔ ۱ ژانویهٔ ۱۹۹۴) بازیکن فوتبال اهل اسپانیا است.
از باشگاه‌هایی که در آن بازی کرده‌است می‌توان به باشگاه فوتبال سویا و باشگاه فوتبال اوساسونا اشاره کرد.